# Skylarkin'
Skylarkin' es un álbum de estudio por el saxofonista de jazz estadounidense Grover Washington, Jr. El álbum fue publicado a través del sello Motown en 1990.

## Lista de canciones
Todas las canciones escritas y compuestas por Grover Washington Jr., excepto donde esta anotado. 
| Lado uno |                                |          |  |
| N.º      | Título                         | Duración |  |
| 1.       | «Easy Loving You»              | 7:18     |  |
| 2.       | «Bright Moments» (Roland Kirk) | 6:27     |  |
| 3.       | «Snake Eyes»                   | 4:30     |  |

| Lado dos |                                                            |          |  |
| N.º      | Título                                                     | Duración |  |
| 1.       | «I Can't Help It» (Stevie Wonder, Susaye Greene)           | 6:24     |  |
| 2.       | «Love» (Ralph MacDonald, William Salter, David Stevens)    | 5:19     |  |
| 3.       | «Open Up Your Mind (Wide)» (Ronnie Wilson, Charlie Wilson) | 6:02     |  |

## Créditos y personal
Créditos adaptados desde las notas de álbum.
Músicos
- Grover Washington, Jr. – saxofón soprano, tenor y barítono, flauta, Prophet-5, ocarina, arreglos (1–3)
- Richard Tee – piano acústico y eléctrico
- Eric Gale – guitarras
- Marcus Miller – guitarra bajo
- Idris Muhammad – batería
- Ralph MacDonald – percusión, Pollard Syndrum

Músicos adicionales
- Jon Faddis – fliscorno (1)
- Alex Otey – trompeta (1)
- Jorge Dalto – piano acústico (2)
- Paul Griffin – clavecín (3)
- Ed Walsh – sintetizador Oberheim 8-Voice (4)
- William Eaton – arreglos (4–6), conductor

Personal técnico
- Grover Washington, Jr. – productor
- Richard Alderson – ingeniero de audio
- Ed Heath – ingeniero asistente
- Anthony MacDonald – ingeniero asistente
- Lamont Moreno – ingeniero asistente
- George Marino – masterización en los estudios Sterling Sound en Nueva York, Estados Unidos
- Scott Charles – coordinador
- Ginny Livingston – director artístico, diseño de portada
- John Cabalka – director artístico, diseño de portada
- Bill Imhoff – ilustración

## Posicionamiento
| Gráficas (1980)                                   | Pico de posición |
| ------------------------------------------------- | ---------------- |
| Estados Unidos (Billboard 200)                    | 24               |
| Estados Unidos (Billboard Top Jazz Albums)        | 1                |
| Estados Unidos (Billboard Top R&B/Hip-Hop Albums) | 8                |